# Julius Grabner
Julius Grabner (* 8. September 1903 in Pinkafeld; † 18. Dezember 1984 ebenda) war ein österreichischer Lederwarenhändler in Pinkafeld sowie Politiker (ÖVP). Grabner war verheiratet und Abgeordneter zum Burgenländischen Landtag sowie 3. Präsident des Landtags. 
Grabner wurde als Sohn der Hausfrau Ida Grabner aus Pinkafeld geboren und besuchte die Volks- und Bürgerschule in Pinkafeld. Danach wechselte er an die Handelsakademie Steinamanger, die er 1922 mit der Matura abschloss. Er war danach als Gerber tätig und war von 1925 bis 1948 Geschäftsführer der Lederfabrik Adolf Grabner. Während des Zweiten Weltkrieges war Grabner als unabkömmlich eingestuft worden. Grabner machte sich 1948 mit einer Lederhandlung in Pinkafeld und Oberwart selbständig.
Politisch engagierte sich Grabner nach dem Krieg im ÖVP-Wirtschaftsbund und war Kammerrat der Burgenländischen Handelskammer, wo er von 1950 bis 1969 auch die Funktion des Obmann-Stellvertreters in der Sektion Handel innehatte. Lokalpolitisch war Grabner von 1950 bis 1962 als Gemeinderat in Pinkafeld aktiv, auf Landesebene gehörte er vom 4. November 1949 bis zum 19. März 1953 dem Burgenländischen Landtag an. Während dieser Periode war er zudem 3. Präsident des Landtags.